# Николай Орсини
Николай Орсини (греч. Νικόλαος Ορσίνι, итал. Nicola d'Epiro; ум. 1323) — граф Кефалинии с 1317 по 1323 годы, а также деспот Эпира в 1318—1323 годах.

## Происхождение
Николай был сыном графа Кефалинии Иоанна I Орсини и дочери эпирского царя Никифора I Комнина Дуки. Его отец управлял Кефалинией, и был вассалом короля Неаполя Карла II, и в качестве приданого получил остров Лефкас.

## Граф Кефалинии

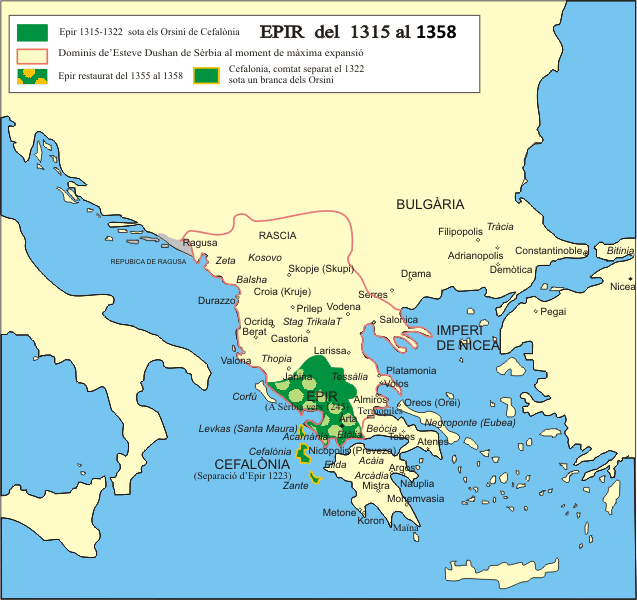
Эпирское царство с 1315 по 1358

В 1317 году умер Иоанн, и Николай вступил в права наследования. Но его больше интересовали дела на Балканах, в особенности Эпир. В 1318 году он убил родного дядю Фому Комнина Дуку, и легко закрепился в южных владениях царства рядом с городом Арта. Для укрепления своих позиций, он женился на вдове Фомы — Анне Палеолог (дочери Михаила IX Палеолога, и получил титул деспота.

## Эпирский правитель
Николай признал себя вассалом герцога Дураццо Иоанна. Но при этом он сам был православным, а местный клир не подвергался притеснениям. Однако северный Эпир, а также Янина признали власть Византийской империи. Горожане получили от императора грамоту, подтверждавшую их многочисленные привилегии.
Орсини начал выжидать лучшую политическую обстановку, а пока неудачно пытался заключить союз с Венецианской республикой. Но удача все-таки настигла его. В 1320 или 1321 году умерла Анна Палеолог, а в Византии стартовала борьба между императором Андроником II и его внуком Андроником III.

## Смерть
Николай начал осаду Янины, но его родной брат Иоанн Орсини выступил на стороне горожан. Он завоевал их поддержку, пообещав не претендовать на контроль над городом. В 1323 году войска Николая были разбиты, а сам он — убит. Таким образом, престол Эпира перешёл к Иоанну.